# Endeodes insularis
Endeodes insularis is een keversoort uit de familie van de Melyridae. De wetenschappelijke naam van de soort is voor het eerst geldig gepubliceerd in 1932 door Blackwelder.